# James L. Tuck
James Leslie Tuck (9 janvier 1910 à Manchester, Angleterre - 15 décembre 1980) est un physicien britannique. Après avoir étudié les charges creuses, il est envoyé aux États-Unis pour travailler à la mise au point d'une bombe atomique dans le cadre du Projet Manhattan. Après la guerre, il travaille sur l'énergie de fusion.

## Biographie
James Tuck suit des cours à la Victoria University de Manchester.
En 1937, il reçoit une bourse d'études Salter Research, ce qui lui permet de travailler avec Leó Szilárd sur des accélérateurs de particules à l'université d'Oxford.
Lorsque la Seconde Guerre mondiale éclate, il est nommé conseiller scientifique de Frederick Lindemann, qui fait partie du personnel affecté à Winston Churchill. Tuck travaille notamment sur les charges creuses qui seront utilisées dans les armes antichars. Pour ce travail, il est nommé au officier de l'Ordre de l'Empire britannique par le roi George VI du Royaume-Uni.
À cause de son expertise sur les charges creuses, il fait partie d'une délégation britannique envoyée en 1943 au Laboratoire national de Los Alamos du Projet Manhattan aux États-Unis. Il participe à la conception des lentilles explosives et du détonateur Urchin (en), qui sont essentiels à la mise au point de la première bombe atomique américaine au plutonium (Fat Man). À la suite de son engagement dans les activités de recherche du Projet Manhattan, Tuck n'a pu remettre à temps sa thèse doctorale et n'a donc jamais été reçu docteur en physique.
Après la guerre, il retourne en Angleterre, où il travaille au Clarendon Laboratory de l'université d'Oxford. Cependant, il ne peut tolérer les conditions d'après-guerre du pays et, en 1949, il retourne aux États-Unis, où il obtient un poste à l'université de Chicago. Un an plus tard, il accepte de travailler sur des projets thermonucléaires à Los Alamos.
Tuck fait des recherches sur l'énergie de fusion, qu'il a commencé à étudier au Royaume-Uni. Il suggère que le groupe de Los Alamos se concentre sur la conception d'un appareil à effet pinch semblable à celui en cours de développement au Royaume-Uni. Cette proposition est faite quelques mois après que Lyman Spitzer ait commencé des travaux sur son stellarator. Les deux sont invités à Washington, D.C. pour défendre leur projet, où Spitzer obtient 50 000 USD de la Commission de l'énergie atomique des États-Unis. De retour à Los Alamos, Tuck obtient le même montant du budget discrétionnaire du laboratoire et commence un programme de recherche nommé Perhapsatron (que l'on peut traduire par « peut-être-atron »).
Comme tous les systèmes pinch, le Perhapsatron est un échec à cause des instabilités dans le plasma. Des recherches théoriques d'Edward Teller et d'autres offrent des suggestions pour éliminer les problèmes d'instabilité, soit en agissant si rapidement que la fusion survient avant la formation des instabilités ou en utilisant des champs magnétiques d'une certaine forme. Les deux voies sont explorées par deux groupes sous la supervision de Tuck.
Il termine sa carrière scientifique à Los Alamos, en 1972.
Après sa retraite, il devient un partisan en vue des recherches sur l'énergie de fusion comme source d'énergie. Il s'intéresse également à la foudre en boule, probablement à cause de l'importance des plasmas dans la recherche sur la fusion nucléaire. En 1980, il participe à l'épisode Clarke's Cabinet of Curiosities de la série télévisée Arthur C. Clarke's Mysterious World (qui s'intéresse aux phénomènes inexpliqués). Il explique comment il a créé de la foudre en boule à Los Alamos en utilisant une batterie en usage dans les sous-marins de l'époque.
Il a été éditeur du magazine Review of Plasma Physics and Controlled Thermonuclear Research.

## Distinctions
- Ordre de l'Empire britannique, 1944 ou 1945
- Fellow de l'American Physical Society